# 179P/Jedicke
179P/Jedicke è una cometa periodica appartenente alla famiglia delle comete gioviane. La cometa è stata scoperta l'8 gennaio 1995 dall'astronomo canadese Robert Jedicke: la sua riscoperta il 22 ottobre 2006 ha permesso di numerarla. Particolarità della cometa è di avere una relativamente piccola MOID col pianeta Giove, conseguentemente i due corpi possono passare abbastanza vicini come l'8 luglio 2038 quando saranno a sole 0,494 UA.